# Oboul I
Oboul I est un village du Cameroun situé dans la région de l'Est et le département du Haut-Nyong. Il fait partie de la commune de Abong-Mbang et du canton de Maka Bebend.

## Population
Lors du recensement de 2005, Oboul I comptait 560 habitants, dont 300 hommes et 260 femmes.
En 1966/67, on dénombrait 242 habitants à Oboul I.

## Infrastructures
En 1967, Oboul I se trouvait sur la Piste piétons de Nkomvolan à Ntimbé l. Il y avait également un marché périodique.